# 殭屍道長
《殭屍道長》，香港亞洲電視製作的民初奇幻電視劇，全劇共30集，監製楊紹鴻。

## 故事大綱
毛小方（林正英飾）帶著徒弟阿帆（容錦昌飾）一生隨路以來宏揚道術，為眾人斬妖除魔，沿路遇上一位女神棍鍾君（苑瓊丹飾）和志同道合的楊飛雲（徐少強飾），豈料鍾君的弟弟鍾邦（王書麒飾）是五世奇人，與千金小姐余碧心（文頌嫻飾）相戀，亦是青梅竹馬，在他們的感情道路上挫折甚多，唯一最大的阻礙就是鍾邦要吃下忘情草才會發揮所有潛能對付更強的妖魔，經多番轉折後才拜毛小方為師，卻因此與姐姐反目。
另外，自從楊飛雲與毛小方結交好友之後，由於他心術不正，而且更沉迷於邪術企圖改變命格，發覺他與好友的八字相沖，更因多次礙他於事，便開始與毛小方誓不兩立，不惜用方法扭轉自己命格，向毛小方報復，結果自己走上不歸路，到監牢才發現自己沒有掌紋，他用置之死後而復生的方式令自己成為大魔頭追擊毛小方，最後毛小方與五世奇人鍾邦聯手打敗了他。

## 演員表
- 林正英（配音：周永光）飾 毛小方-香島道堂掌門人。為人處世一絲不苟，但也有剛愎自用之時。
- 王書麒 飾 鍾　邦-五世奇人，本身是警察，後拜毛小方為師。與余碧心從青梅竹馬到相愛夫妻。最終為正義而戰不惜飲下忘情水成為最完美的五世奇人。
- 徐少強 飾 楊飛雲-本來是余大海身旁謀士，利用余大海財力中飽私囊。更企圖以逆天陣改變命運，在陣局被毛小方破壞後便處處欲置其於死地。最後被毛小方和鍾邦聯手擊斃。
- 錢月笙 飾 錢大中-楊飛雲助手
- 冼灝英 飾 愛新覺羅玄魁-死亡超過百年的殭屍王，雖殺人如麻但對小尊總是照顧有加，最後被楊飛雲與告魯斯聯手燒死，死前將小尊死亡真相透露給毛小方與鍾邦。
- 黃樹棠 飾 方　圖-外號老鬼，是鍾邦警局同事。最後為保護阿帆被錢大中的人馬砍至重傷不治。
- 容錦昌 飾 阿　帆-毛小方大弟子。個性敦厚老實，喜歡何帶金。最後倆人終成眷屬，無奈新婚當天受傷，導致智力下降，後有恢復過來，變得比以往更加聰明。在楊飛雲復活後襲擊鍾邦與碧心婚禮時受重傷不治。
- 苑瓊丹 飾 鍾　君-七姐妹堂掌門，靠著騙神騙鬼把戲賺錢。一開始和毛小方勢如水火，到最後漸漸產生情愫。
- 文頌嫻 飾 余碧心（程小玉）-余大海獨生女，千金大小姐。和鍾邦從小是青梅竹馬，對鍾邦愛慕已深，無奈倆人懸殊導致鍾邦總是對其敬而遠之。最終倆人共結連理。
- 黃寶欣 飾 何帶金-鍾君大徒弟，為人見錢眼開，唯利勢圖。曾聯合曾成欺騙阿帆，後來流落到青樓買身，讓鍾君救回，在與阿帆成親後對傻氣的阿帆照顧更是無微不至，無奈受告魯斯誘惑成為一名吸血殭屍。
- 金慧英 飾 紫　薇-鍾君二徒弟，天真爛漫又貪吃。在被葉嬋欺騙後決定加入快樂俱樂部，成為告魯斯的吸血鬼奴。
- 吳曼麗 飾 葉　嬋-鍾君三徒弟，與紫薇總是形影不離。利用紫薇信任欺騙她，最後遭受被殭屍化的紫薇所咬殺。
- 朱威廉 飾 徐小尊-鍾邦的鄰居，余碧心的學生。與父母在防空洞放出大魔頭酒井後紛紛被殺，靠著玄魁的屍血得以續命，但自己也成為殭屍。最後屍毒發作，在楊飛雲暗中陷害之下，被毛小方所殺。
- 陳靖允 飾 小　蓮-女鬼，曾託毛小方尋夫。
- 南　紅 飾 朱美梅-余大海之妻，朱美蘭之姐，余碧心生母。
- 吳浣儀 飾 朱美蘭-余大海之妾，朱美梅之妹。後遭告魯斯蠱惑成為吸血殭屍，咬殺余大海與朱美梅。
- 譚炳文 飾 余大海-香港富翁，年輕時靠著當日本人漢奸得以發財。與楊飛雲狼狽為奸。
- 麥　基 飾 柯　榮-警察總長，也是鍾邦與方圖之上司。
- 羅青浩 飾 曾　成-本是神智不清的落魄乞丐，讓毛小方治愈後拜其為師。利用道堂關係與何帶金騙神騙鬼，最後欠債太多而捲款而逃，更狠心將何帶金推入火坑。在良心發現後，經鬼差教路手換手，自願犧牲雙手替毛小方續脈後離開香港。
- 梁錦燊 飾 小尊父-被酒井所殺。
- 饒芷筠 飾 小尊母-被酒井所殺。
- 李錦榮 飾 松　田
- 曾守明 飾 酒井雄三-本是日軍大佐，死後怨氣未散而成為鬼魂。在取得肉身後帶領殭屍大隊攻擊人們，靠著毛小方與楊飛雲聯手終將其擊殺。
- 王　薇 飾 任婉貞-楊飛雲之妻，對其夫千依百順，曾不惜自身名節和李四維交換楊飛雲所需之靈物，在得知自己被夫利用後遭其所殺。
- 司馬華龍 飾 李希和-香港首富，李四維之父。
- 姜皓文 飾 李四維-李希和之子，囂張跋扈，玩世不恭，喜歡余碧心。
- 陳麗雲 飾 陳桂香-因丈夫被余大海所害，而對其提告，最後遭楊飛雲滅口。
- 金超群 飾 鍾　馗-曾在毛小方遭玄魁重創時出手相救。（友情客串）
- 石中玉 飾 金山伯
- 黃　敏 飾 阿　敏
- 錢月笙 飾 錢大中-楊飛雲手下，後改投告魯斯，被鍾邦所殺。
- 陳　東 飾 老　板
- 佘文炳 飾 小玉父
- 譚少英 飾 小玉母
- 吳　霆 飾 飛手下
- 李道洪 飾 告魯斯-生前是貴族伯爵，死後陰氣不散，在楊飛雲催生下而復活，成立快樂俱樂部吸收鬼奴，並指使四處吸血作亂。最後其妻莎蓮奮勇犧牲自己，雙雙同歸於盡。
- 杜汶澤 飾 查　理
- 蕭鍵鏗 飾 神　父
- 顏晉霖 飾 鬼差甲
- 嘉　俊 飾 鬼差乙
- 劉　準 飾 醫　生
- 麥景婷 飾 莎　蓮-告魯斯之妻，因不齒其夫嗜血殘忍性格，與其同歸於盡。
- 萬斯敏 飾 瑪莉修女
- 洪玉蘭 飾 女　妖
- 劉宗基 飾 男　妖
- 周兆麟 飾 餓　鬼

## 外部連結
- 豆瓣电影上《殭屍道長》的資料 （简体中文）